# Мерон (Од)
Меро́н (фр. Mayronnes) — коммуна во Франции, находится в регионе Лангедок — Руссильон. Департамент коммуны — Од. Входит в состав кантона Лаграс. Округ коммуны — Каркасон.
Код INSEE коммуны — 11227.

## Население
Население коммуны на 2008 год составляло 36 человек.
| 1962 | 1968 | 1975 | 1982 | 1990 | 1999 | 2008 |
| ---- | ---- | ---- | ---- | ---- | ---- | ---- |
| 17   | 24   | 46   | 38   | 40   | 40   | 36   |

## Экономика
В 2007 году среди 20 человек в трудоспособном возрасте (15—64 лет) 11 были экономически активными, 9 — неактивными (показатель активности — 55,0 %, в 1999 году было 48,1 %). Из 11 активных работали 10 человек (5 мужчин и 5 женщин), безработным был 1 мужчина. Среди 9 неактивных 2 человека были учениками или студентами, 5 — пенсионерами, 2 были неактивными по другим причинам.